# Narcos Gay
Narcos Gay es una película de drama criminal mexicana de 2002, dirigida por Christian González, y escrita por Saúl Pérez Santana. Está protagonizada por Miguel Ángel Rodríguez, Alan Ciangherotti, Gibrán González, Fernando Somilleda, Zdenka Erceg, y Alejandro Vega.

## Argumento
Max sueña con ser narcotraficante y su novio Ronny lo sigue y apoya hasta lograrlo. No obstante, encuentran varios obstáculos y excesos que les dificultan su cometido. Al mismo tiempo, su amiga Natasha es extorsionada por Armando, un policía corrupto.

## Reparto
- Miguel Ángel Rodríguez como Armando
- Alan Ciangherotti como Eusebio, Max
- Gibrán González como Rony
- Fernando Somilleda como Frankie
- Zdenka Erzberg como Natasha Kusova, Vicky
- Alejandro Vega como Rosco
- Ricardo López como Raúl
- José Llenve como Juan
- Antonio Urias como guarura
- Carlos Chacón como narco

## Estreno
Siendo una producción independiente, Narcos Gay fue lanzada directamente para video el 1 de enero de 2002.